# 안드레아스 안데르손
안드레아스 클라스 안데르손(스웨덴어: Andreas Claes Andersson, 1974년 4월 10일 ~ )은 스웨덴의 전직 프로 축구 선수로, 공격수로 활약했다. 그는 1996년 알스벤스칸 우승 당시 IFK 예테보리에서 알스벤스칸 최다 득점자였으며, 이후 AC 밀란, 뉴캐슬 유나이티드, AIK를 대표하여 활약하다가 2005년 은퇴했다. 1996년부터 2003년까지 풀 국가대표로 활약한 그는 스웨덴 국가대표팀에서 43경기에 출전해 8골을 넣었으며, 2002년 FIFA 월드컵에서 자국을 대표했다.

## 구단 경력

### IFK 예테보리
1996년 알스벤스칸 시즌을 앞두고, 안데르손은 현재 알스벤스칸 챔피언인 IFK 예테보리와 계약을 맺었다. 예테보리에서의 첫 시즌 동안, 안데르손은 예테보리가 리그 우승을 차지하면서 19골로 알스벤스칸 최다 득점자로 기록되었다. 1996-97년 UEFA 챔피언스리그에서 안데르손은 AC 밀란을 상대로 스타디오 주세페 메아차에서 열린 조별 리그 경기에서 2-4로 패배하며 득점했다. 1997년 시즌 동안, 안데르손은 시즌 전반기 동안 13경기에서 13골을 기록한 후 여름에 팀을 떠났다.

### AC 밀란
안데르손은 1997-98년 세리에 A 시즌을 앞두고 AC 밀란과 계약했다. 그는 1997년 10월 5일, 엠폴리와의 경기에서 1-0으로 승리한 경기에서 밀란의 유일한 세리에 A 골을 넣었다.

### 뉴캐슬 유나이티드
안데르손은 1998년 1월, 잉글랜드 프리미어리그의 뉴캐슬 유나이티드와 계약했지만 선열로 몇 달을 결장한 후 컨디션을 회복하는 데 어려움을 겪었다. 그는 1998년 FA컵 결승전에 출전했지만 뉴캐슬은 아스널에 패했다.

## 국가대표팀 경력
안데르손은 1996년 2월 25일, 브리즈번에서 열린 오스트레일리아와의 친선 경기에서 스웨덴 국가대표팀에 정식으로 데뷔하여 두 골을 넣었다. 그는 UEFA 유로 2000 예선 경기에서 잉글랜드를 상대로 2-1 승리를 거두며 첫 국제 대회 골을 넣었고, 이는 결국 스웨덴이 UEFA 유로 2000에 진출하는 데 큰 도움이 되었다. 그러나 십자인대 부상으로 인해 대회에 불참하게 되었다.
2001년 9월 5일, 안데르손은 튀르키예를 상대로 원정 경기에서 결정적인 골을 넣으며 2-1 승리를 거두었고, 이는 스웨덴이 다음 여름 2002년 FIFA 월드컵에 출전할 자격을 얻었음을 의미했다. 안데르손은 대회에서 교체 선수로 투입되어 아르헨티나를 상대로 골을 넣을 뻔했지만, 그의 슛은 크로스바에 맞았다. 그는 스웨덴이 2라운드에서 세네갈에 패하면서 네 경기에 모두 출전했다.
그의 마지막 국제 경기 출전은 2003년 6월 7일, 산마리노와의 UEFA 유로 2004 예선 경기에서 이루어졌으며, 또 다른 무릎 부상으로 인해 안데르손은 UEFA 유로 2004에서 스웨덴 국가대표로 출전하지 못하게 되었고 결국 그의 국제 경력은 종료되었다.
안데르손은 스웨덴 국가대표팀에서 총 43경기에 출전하여 8골을 기록했다.